# Johannesstraße 28
Johannesstraße 28 bezeichnet ein denkmalgeschütztes Gebäude in der rheinland-pfälzischen Stadt Speyer. Das zweigeschossige Patrizierhaus wurde 1712/13 erbaut.

## Lage
Das Haus liegt an der Nordseite der Johannesstraße 28. Vier großvolumige Wohn- und Geschäftshäuser bilden einen geschlossenen Abschnitt spätbarocker Bebauung, beginnend mit der Nummer 27 und mit dem ehemaligen Gasthaus Zum Schwanen am Schwanenbuckel endend (Nr. 30). Sie sind Teil der Denkmalzone „Altstadt nördlich der Maximilianstraße“.

## Geschichte
Die Häuser zu beiden Seiten der ehemaligen Johannesgasse wurden 1689 im Pfälzischen Erbfolgekrieg zerstört und meist zwischen 1700 und 1730 wiederaufgebaut. Die heutige Nummer 28 gehörte in der zweiten Hälfte des 18. Jahrhunderts dem Ratskonsulent Joh. Gerhard von Stökken der Reichsstadt Speyer. Er war ein Enkel des dänischen Kronrats Gerhard von Stökken und legte für seine drei Töchter ein vollständiges Inventar des Hauses an.

## Beschreibung
Das großvolumige Herrenhaus im Stil des späten Barock steht mit der Traufseite zur Straße und ist zweigeschossig. Die Fassade des Putzbaus ist mit Eckquaderung und Gurtgesimsen aus Sandstein bis in die drei Dachgeschosse gegliedert. Die Straßenseite zeigt neun Fensterachsen und weist nach Süden, an der Ostseite befindet sich eine Toreinfahrt, die auch als Eingang dient. Die Fenster haben noch ihre alte Teilung und Fensterläden, ihre einfache Laibung ist nicht geohrt. Im Satteldach wurden im ersten Dachgeschoss Gauben eingebaut.
Der Fassadenknick und die leichte Verschwenkung der Achse lassen vermuten, dass das Gebäude möglicherweise auf zwei Grundstücken errichtet wurde.